# Collin Mitchell
Collin Mitchell (Freeport, Bahamas, 23 de septiembre de 1969) es un deportista canadiense que compitió en curling. Participó en los Juegos Olímpicos de Nagano 1998, obteniendo una medalla de plata en la prueba masculina.

## Palmarés internacional
| Juegos Olímpicos | Juegos Olímpicos | Juegos Olímpicos | Juegos Olímpicos |
| Año              | Lugar            | Medalla          | Prueba           |
| ---------------- | ---------------- | ---------------- | ---------------- |
| 1998             | Nagano (Japón)   | Medalla de plata | Equipo           |